# 阿姆斯特丹王宫
阿姆斯特丹王宫（荷蘭語： 或 ）位于荷兰阿姆斯特丹水坝广场，是依据议会法案荷兰王室的三座宫殿之一（另两座是豪斯登堡宫和诺代恩德宫），根据国会法案由威廉-亚历山大使用。

## 历史
它位于阿姆斯特丹市中心水坝广场的西侧，正对着战争纪念碑，毗邻新教堂（Nieuwe Kerk）。其对面为达姆拉克大街，该街道沿岸曾经是运河的登录码头，往来着繁忙的船只。
这座王宫在17世纪荷兰黄金时代兴建时是阿姆斯特丹的市政厅，1665年7月20日揭幕，
1806年，它变成拿破仑之弟、成为荷兰国王的路易·波拿巴的荷兰王宫。

## 画廊

阿姆斯特丹王宫艺术
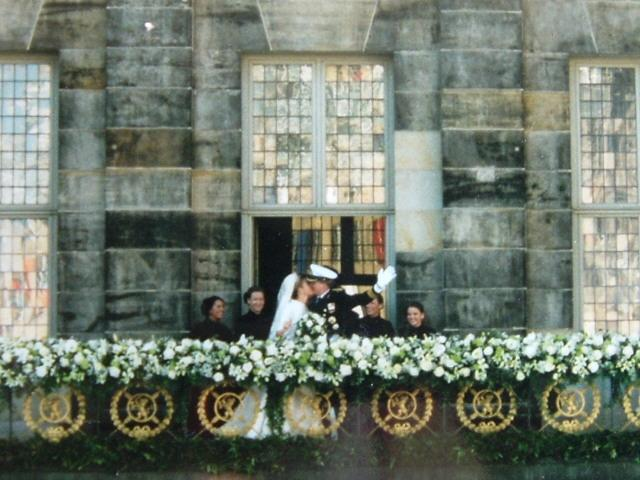
2002年威廉亚历山大国王和马克西姆王后举办婚礼，他们在阿姆斯特丹王宫的阳台上接吻
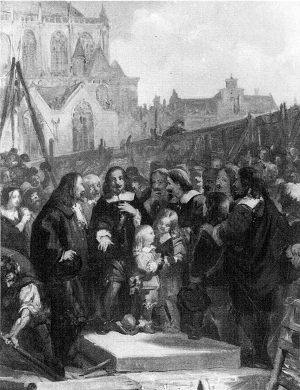
1648年Jacob de Graeff搭建奠基石, 19世纪画家Barend Wijnveld
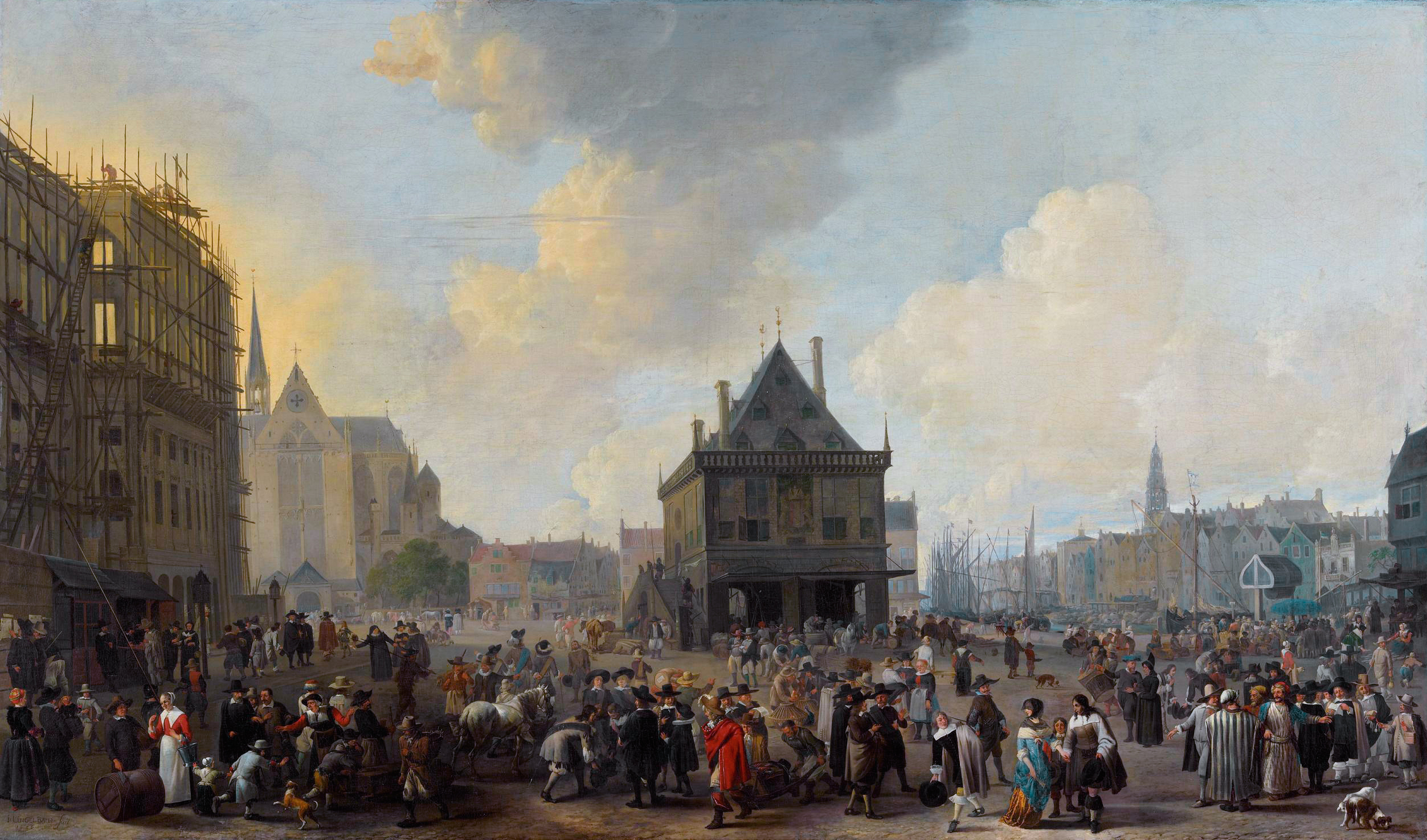
1656年正在建造中的市政厅, Johannes Lingelbach
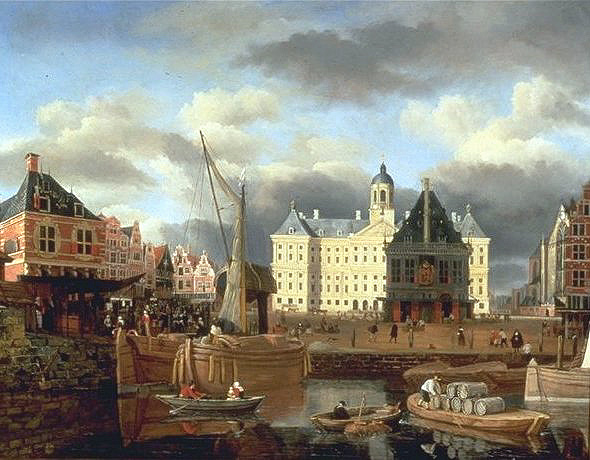
在水坝广场，1680之前的阿姆斯特丹王宫和旧的秤量房(在法国占领期间旧的秤量房被拆除), by nl（jan van kessel (amsterdam)）,
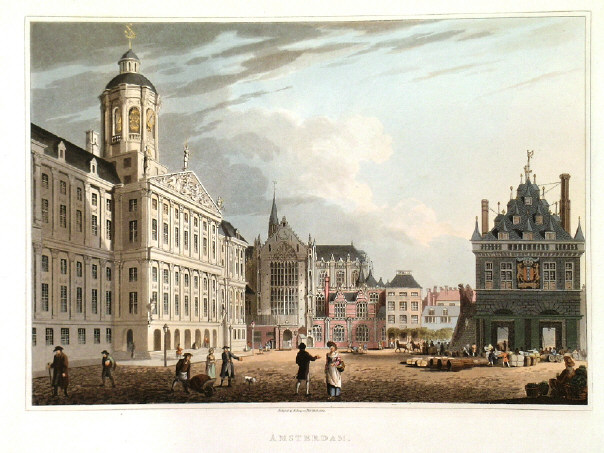
1814年的阿姆斯特丹王宫，Robert Bowyer
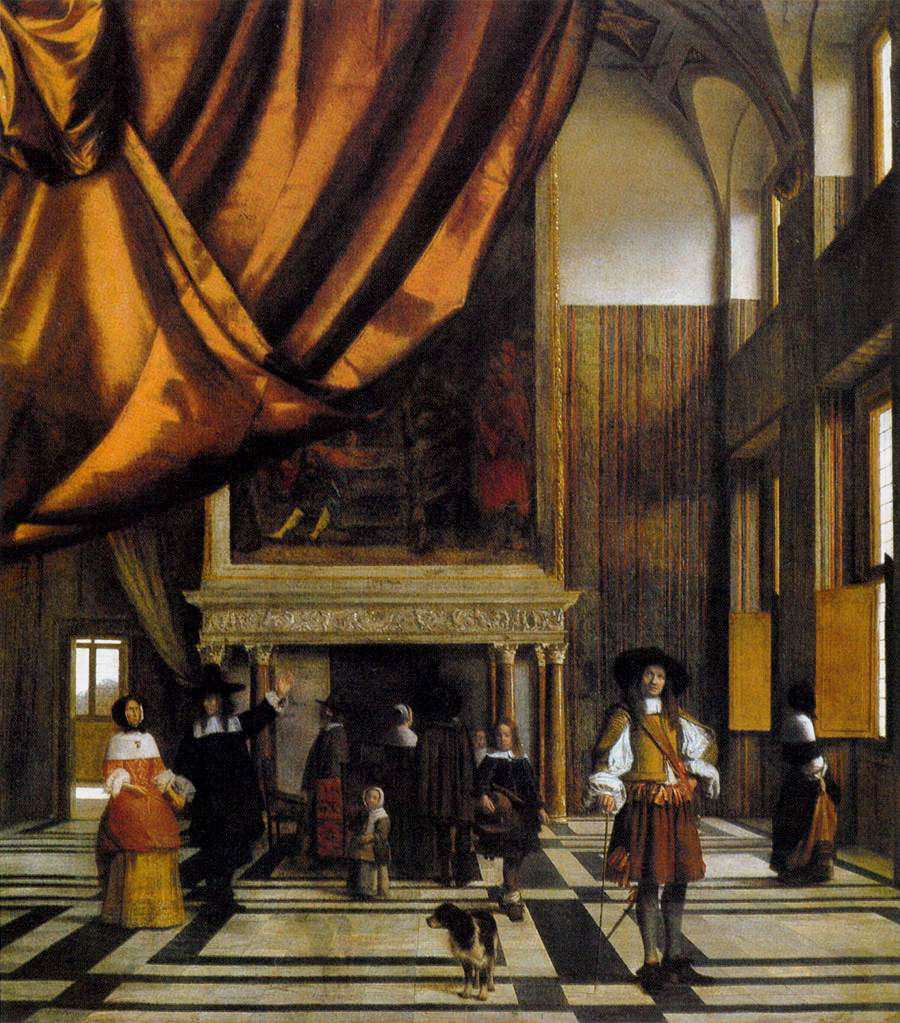
阿姆斯特丹市政厅会议厅，Pieter de Hoogh (约1661年-约1670年)
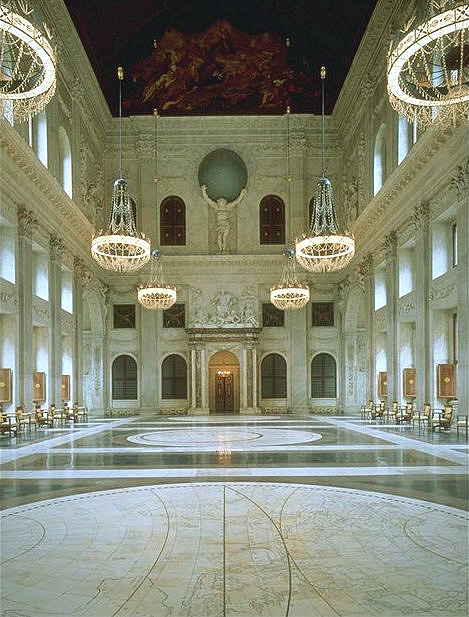
中央大厅